# Енеа Дзуффі
Енеа Дзуффі (італ. Enea Zuffi, * 27 грудня 1891, Турин — † 1969) — італійський футболіст, нападник.
Насамперед відомий виступами за клуби «Торіно» та «Ювентус», а також національну збірну Італії.

## Клубна кар'єра
У дорослому футболі дебютував 1908 року виступами за команду клубу «Торіно», в якій провів два сезони, взявши участь лише у 9 матчах чемпіонату. 
Своєю грою за цю команду привернув увагу представників тренерського штабу клубу «Ювентус», до складу якого приєднався 1910 року. Відіграв за «стару синьйору» наступні два сезони своєї ігрової кар'єри.
1912 року повернувся до клубу «Торіно», за який відіграв 1 сезон.  Завершив професійну кар'єру футболіста виступами за команду «Торіно» у 1913 році

## Виступи за збірну
1912 року дебютував в офіційних матчах у складі національної збірної Італії. Протягом кар'єри у національній команді, яка тривала усього 1 рік, провів у формі головної команди країни 2 матчі. У складі збірної був учасником  футбольного турніру на Олімпійських іграх 1912 року у Стокгольмі.
| Дата       | Місто     | Господарі | Результат  | Гості  | Турнір  | Голи | Примітки |
| ---------- | --------- | --------- | ---------- | ------ | ------- | ---- | -------- |
| 29/06/1912 | Стокгольм | Фінляндія | 3 – 2 д.ч. | Італія | ОІ 1912 | -    |          |
| 03/07/1912 | Стокгольм | Австрія   | 5 – 1      | Італія | ОІ 1912 | -    |          |
| Усього     |           | Матчів    | 2          |        | Голів   | 0    |          |